# Mułowy Kocioł
Mułowy Kocioł – cyrk lodowcowy w najwyższej części Doliny Mułowej w polskich Tatrach Zachodnich. Od wschodniej strony otoczony jest Kozim Grzbietem z Machajówką, od zachodniej Twardym Grzbietem, od południowej ścianami Krzesanicy i Ciemniaka. Od północnej strony zatamowany jest wałem morenowym zwanym Moreną, o wysokości kilkunastu metrów (w stosunku do dna kotła). Morena biegnie od wschodniej, podciętej skałkami grzędy Twardej Kopy do Machajowej Czuby poniżej Machajówki.
Jest to suchy kocioł o dnie zawalonym rumowiskiem kamiennym i piargami. Nie prowadzi nim szlak turystyczny i ludzie bywają tutaj rzadko. Najczęściej zaglądają grotołazi penetrujący jaskinie. Dostać się do niego można najłatwiej z Twardego Grzbietu przez wał morenowy zamykający kocioł od dołu lub od Czerwonego Grzbietu przez Dolinę Litworową i Machajówkę.
Prawdopodobnie Mułowy Kocioł jest miejscem na obszarze Polski, gdzie padają roczne absolutne rekordy zimna. W kotle przez znaczną część roku nie zagląda w ogóle słońce.